# Va succeir una nit
Va succeir una nit (títol original en anglès It Happened One Night) és una pel·lícula estatunidenca dirigida l'any 1934 per Frank Capra. Va ser la primera pel·lícula a obtenir l'Oscar en les cinc categories principals. El 1993, Va succeir una nit va ser seleccionada per a la seva conservació en el National Film Registry de la Biblioteca del Congrés dels Estats Units.
La guió es basa en un relat breu de Samuel Hopkins Adams, Night Bus ("Bus nocturn"), d'agost de 1933. Classificada com una producció "pre-Code" ("prèvia al codi"), la pel·lícula és de les darreres comèdies romàntiques creades abans que la Motion Picture Association of America (MPPDA) comencés a fer complir estrictament el juliol de 1934 el codi de producció de pel·lícules cinematogràfiques de 1930. Va succeir una nit va estrenar-se quatre mesos abans. El 2013, la pel·lícula va ser objecte d'una important restauració.

## Repartiment
- Clark Gable: Peter Warne
- Claudette Colbert: Ellie Andrews
- Walter Connolly: Alexander Andrews
- Roscoe Karns: Oscar Shapeley
- Jameson Thomas: King Westley
- Harry C. Bradley: Henderson
- Alan Hale: Danker
- Arthur Hoyt: Zeke
- Blanche Frederici: La dona de Zeke
- Charles C. Wilson: Joe Gordon
- Ward Bond: El xofer del cotxe
- Wallis Clark: Lovington

## Premis i nominacions

### Premis
- 1935: Oscar a la millor pel·lícula per Frank Capra i Harry Cohn
- 1935: Oscar al millor guió adaptat per Robert Riskin
- 1935: Oscar al millor director per Frank Capra
- 1935: Oscar al millor actor per Clark Gable,
- 1935: Oscar a la millor actriu per Claudette Colbert

## Al voltant de la pel·lícula

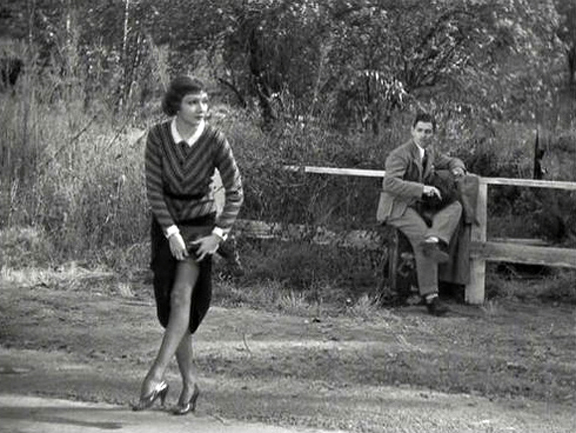
Clark Gable i Claudette Colbert en una escena del film

- Aquesta pel·lícula és el prototip estàndard de la comèdia romàntica americana. És igualment considerada com la pel·lícula fundadora de la Screwball comedy («comèdia guillada»), gènere que consistia en una versió moderna de les pel·lícules burlesques mudes de les quals constituïa la continuació lògica.
- Clark Gable i Claudette Colbert van rodar la pel·lícula a contracor i per contracte. En tot cas els va suposar un Oscar a cadascun.
- Aquesta pel·lícula és, amb Algú va volar sobre el niu del cucut i El silenci dels anyells, l'única que ha aconseguit els cinc oscars considerats més importants: millor pel·lícula, millor director, millor actor, millor actriu i millor guió).